# Otto Lyon
Paul Otto Lyon, född den 10 januari 1853 nära Meissen, död den 1 juli 1912 i Dresden, var en tysk germanist.
Lyon, som var stadsskolråd i Dresden från 1899, utgav i bearbetningar och nya upplagor ett stort antal vetenskapliga verk (Eberhards synonymordbok, Beckers stillära med flera) samt författade själv handböcker för skolorna (Abriss der deutschen gGammatik, i Sammlung Göschen, 4:e upplagan 1905, med flera), pedagogiska arbeten (Die Lektüre als Grundlage eines einheitlichen und naturgemässen Unterrichts in der deutschen Sprache, 2 band, 1889; 3:e upplagan 1904, Goethes Verhältnis zu Klopstock, 1880) och grundlade "Zeitschrift für den deutschen Unterricht" (från 1887), som han redigerade till sin död.